# Catocala osculata
Catocala osculata là một loài bướm đêm trong họ Erebidae.